# بلاك بيري موشن
بلاك بيري موشن (بالإنجليزية: blackberry motion)‏ هو هاتف ذكي يعمل بنظام أندرويد ويتم تصنيعه بواسطة شركة تي سي ال تحت العلامة التجارية بلاك بيري موبايل. تم إطلاقه في 9 أكتوبر 2017 في دبي خلال فعاليات أسبوع تكنولوجيا جيتكس، وتم طرحه للبيع لأول مرة في الإمارات العربية المتحدة والسعودية في 22 أكتوبر 2017.

## المواصفات
العتاد
بلاك بيري موشن هو هاتف من الفئة المتوسطة. يعمل بمعالج كوالكوم سنابدراجون 625، ويتمتع بذاكرة وصول عشوائي بحجم 4 جيجابايت وذاكرة تخزين فلاشية بحجم 32 جيجابايت. يحتوي على كاميرا خلفية بدقة 12 ميجابكسل وفتحة عدسة f/2.0، قادرة على تسجيل فيديو بدقة (4K). أما الكاميرا الأمامية فهي بدقة 8 ميجابكسل وقادرة على تسجيل فيديو بدقة 1080 بكسل.
يأتي الهاتف بشاشة بحجم 5.5 بوصة ودقة عرض عالية (Full HD) (1080 بكسل). يحتوي على بطارية كبيرة بسعة 4,000 مللي أمبير مع دعم شاحن كوالكوم السريع 3.0. تشمل المزايا الإضافية مقاومة الماء والغبار بمعيار (IP67)، ومقبس سماعة الرأس بحجم 3.5 ملم، ومنفذ (USB-C) للشحن ونقل البيانات، وقارئ بصمات الأصابع الموجود في الجهة الأمامية.

## البرمجيات
شحن البلاك بيري موشن بنظام أندرويد 7.1 "نوجا"
ومع ذلك، في أغسطس 2018، بدأت بلاك بيري في إصدار تحديثات أندرويد 8.1 أوريو.